# Rozdělov
Rozdělov je vesnice, část statutárního města Kladno v okrese Kladno ve Středočeském kraji. Rozkládá se na západním okraji Kladna, přibližně tři kilometry od centra. Rozdělovem probíhá silnice II/238 z Kladna přes Rozdělovský most do Kamenných Žehrovic, další silnice III. třídy vycházejí z Rozdělova též do Smečna, Libušína a Velké Dobré. Při jižním okraji sídla je situována železniční zastávka Kladno-Rozdělov na trati 120 Praha – Kladno – Rakovník. Rozdělov je také název katastrálního území o rozloze 4,46 km².

## Historie
První písemná zmínka o vesnici pochází z roku 1780.

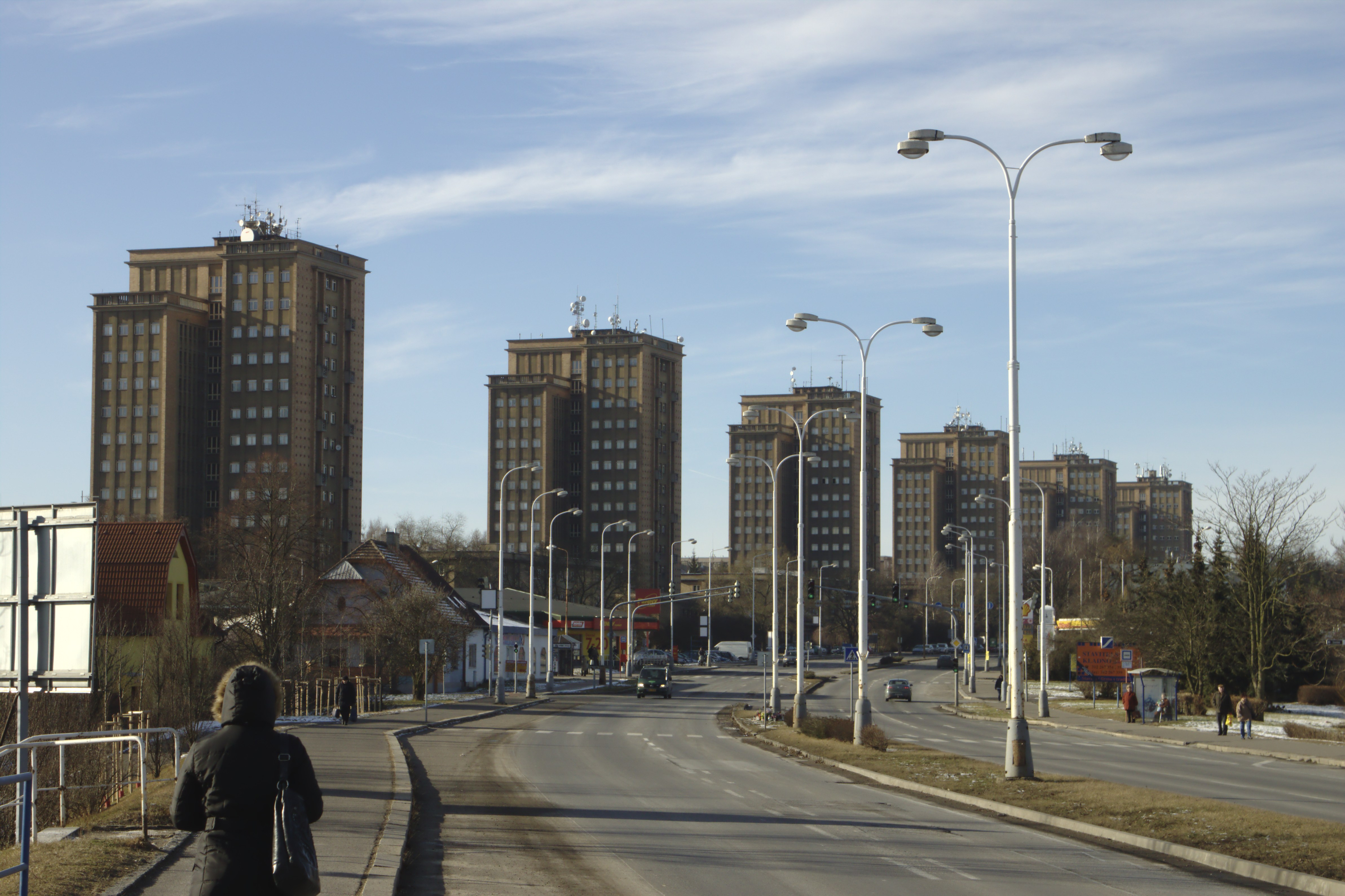
Rozdělovské věžáky v polovině padesátých let 20. století spojily Kladno s Rozdělovem

Původně se v těchto místech (poblíž dnešní křižovatky u kostela) nacházel pouze hospodářský dvůr, patřící kladenské vrchnosti, jíž představoval v 18. století břevnovsko-broumovský klášter benediktinů. Aby zajistil pro dvůr více pracovních sil, nechal v roce 1783 opat Štěpán Rautenstrauch, ve své době jeden z předních propagátorů tzv. raabizace, rozdělit část zdejších pozemků (odtud název) pro nově povolané osadníky z Broumovska a založit pro ně osadu (obdobně vznikl v téže době na opačné straně Kladna Štěpánov, dnes součást Kročehlav). V roce 1814 čítal Rozdělov patnáct domů a 114 obyvatel. Prudký příliv obyvatel přišel s industrializací Kladenska ve druhé polovině 19. století, zejména pak po roce 1888 v souvislosti se zahájením těžby na blízkém dole Max u Libušína. Za nacistické okupace došlo roku 1940 k připojení okolních obcí včetně Rozdělova ke Kladnu, čímž bylo vytvořeno tzv. Velké Kladno. Všechna okupační nařízení byla sice po osvobození roku 1945 plošně zrušena. Doposud volný prostor mezi oběma sídly od padesátých let 20. století zaplnila nová výstavba (mj. tzv. Rozdělovské věžáky); dnes tak Rozdělov s Kladnem stavebně zcela splývá.

## Obyvatelstvo
| Rok            | 1869 | 1880 | 1890  | 1900  | 1910  | 1921  | 1930  | 1950  | 1961   | 1970  | 1980  | 1991  | 2001  | 2011  | 2021  |
| -------------- | ---- | ---- | ----- | ----- | ----- | ----- | ----- | ----- | ------ | ----- | ----- | ----- | ----- | ----- | ----- |
| Počet obyvatel | 508  | 676  | 1 315 | 2 967 | 4 601 | 4 204 | 4 008 | 4 112 | 11 194 | 3 084 | 2 989 | 2 461 | 2 430 | 2 783 | 2 678 |
| Počet domů     | 50   | 71   | 113   | 228   | 380   | 409   | 544   | 733   | 733    | 803   | 803   | 817   | 856   | 932   | 978   |

## Obecní správa
Při sčítání lidu v letech 1850–1879 Rozdělov byl osadou statutárního města Kladno v okrese Smíchov. Při sčítání lidu v letech 1880–1946 byl samostatnou obcí, se kterým patřil nejprve do okresu Smíchov, ale od roku 1900 v okrese Kladno. Od roku 1946 je opět částí statutárního města Kladno ve stejnojmenném okrese.

## Pamětihodnosti
- Kostel svatého Václava – římskokatolický farní kostel v novobyzantském slohu z let 1925–1927 na křižovatce Vítězné a Vašíčkovy ulice
- Kaplička svatého Mikuláše na náměstí Jana Opletala
- Fara (čp. 466) ve Vašíčkově ulici
- Rozdělovské duby
- Rozdělovské lípy – trojice památných stromů u kapličky
- Rozdělovské věžáky – šest věžáků z let 1953–1957

## Galerie

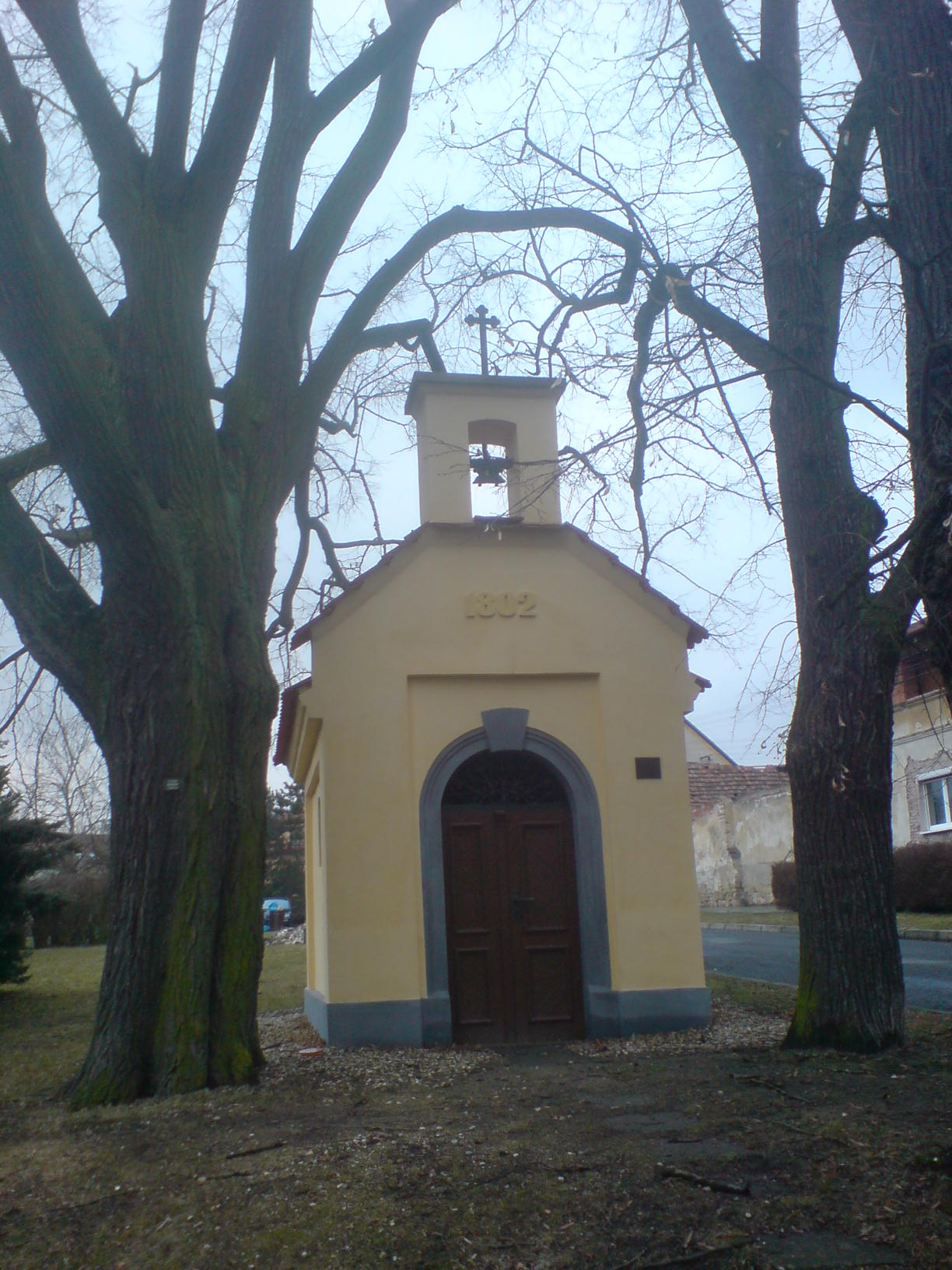
Kaplička svatého Mikuláše na staré návsi
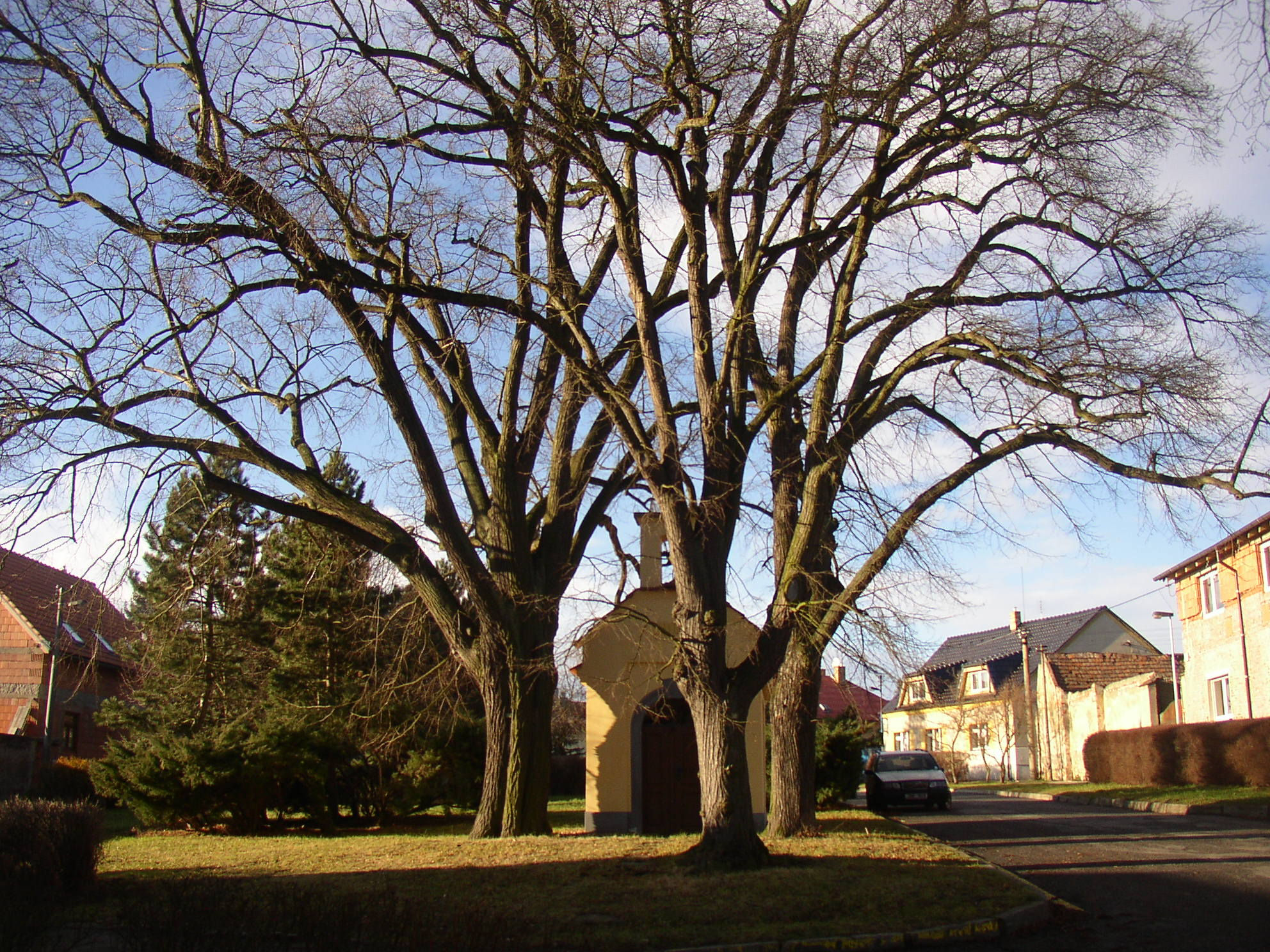
Rozdělovské lípy